# 이그저틱 쇼트헤어
이그저틱 쇼트헤어(Exotic Shorthair)는 미국 고양이의 한 품종이다.
아메리칸쇼트헤어와 페르시안고양이를 교배시켜 만들었다.

## 설명
이그저틱 쇼트헤어는 털을 제외하고 페르시아고양이 품종의 모든 표준을 충족한다.
- 머리: 타원형 아주 넓은 두개골. 반듯반듯한 이마. 동그랗고 풍만한 볼. 짧고 넓고 동그란 주둥이. 짧고 넓은 코에 강한 턱이 뚜렷이 나타나 있다.
- 귀: 작고, 끝부분이 둥글며, 밑부분이 너무 벌어지지 않는다.
- 눈: 크고 둥글다. 털의 색에 해당하는 순수하고 깊은 색.
- 목: 짧고 굵다.
- 신체: 육중한 어깨. 강력한 근육을 가진 뼈대가 크다. 무게: 3.5 – 6kg.
- 발: 짧고 곧고 크다. 둥글고 큰 발. 발가락 사이의 머리카락 뭉치.
- 꼬리: 짧고 굵고 낮게 운반된다.
- 털: 촘촘하고 푹신푹신하고 머리칼을 꼿꼿이 세운다.